# Idopterum ovale
Idopterum ovale är en fjärilsart som beskrevs av George Francis Hampson 1894. Idopterum ovale ingår i släktet Idopterum och familjen björnspinnare. Inga underarter finns listade i Catalogue of Life.